# Condado de Ripoll
El condado de Ripoll fue un territorio de la Cataluña carolingia nombrado en los documentos de los siglos X a XII, que casi siempre dependió del condado de Besalú. Comprendía la actual comarca del Ripollés, sin los valles de Camprodón (que pertenecía al condado de Besalú) y de Ribes (que pertenecía al condado de Cerdaña). A pesar de ello, solo consta un conde titular propioː
- Entre los año 988 y 1002, el Abad Oliva.

## Orígenes
Su origen se encuentra en el antiguo pagus de Ripoll, formado con territorios de los condados de Cerdaña y de Osona. El conde que organizó y repobló la comarca del Ripollés fue Wifredo el Velloso. Éste conde emprendió la tarea de repoblar las zonas semi-desérticas como eran las del Ripollés, el Bergadá y Osona, un proyecto que culminó con la creación del condado de Osona. Para consolidar la cohesión territorial, Wifredo también promovió la creación de nuevos centros monásticos, entre los cuales se encuentran el Monasterio de Santa María de Ripoll (año 880) y el Monasterio de San Juan de las Abadesas (año 885), los cuales tuvieron un papel clave en la administración y la economía del territorio. A su muerte, sus hijos heredaron los condados, y así se inició la sucesión hereditaria que daría lugar al linaje de los condes de Barcelona. Con el objetivo de consolidar su poder político, esta familia condal convirtió el monasterio de Ripoll en parte de un programa ideológico que justificaba su preeminencia. El monasterio se convirtió en panteón condal y se promovió la creación de un importante escritorio, cuyas funciones eran la preservación de la memoria dinástica de Wifredo y de sus descendientes. La leyenda que presentaba a Wifredo el Velloso como fundador de la patria catalana fue recogida en el siglo XII en la Gesta Comitum Barcinonesium, redactada en el scriptorium del monasterio de Ripoll. La creación de éste relato responde a la necesidad de mostrar el prestigio y la antigüedad del título condal de Barcelona.

## Evolución
Este pagus de Ripoll se segregó a finales del siglo X para unirse a la casa condal de Cerdaña, y después, con categoría de condado, a partir del año 988, per herencia del conde Oliba Cabreta, a su hijo Oliva, futuro obispo y abad, que ostentó los títulos de conde de Ripoll y de Berga.

## Fin del condado
En el año 1002 o 1003, al profesar como monje quien más tarde sería conocido como Abad Oliva, éste cedió el título a su hermano el conde Bernardo I de Besalú, condado al cual quedó unido definitivamente. En el año 1111, a raíz de la muerte sin descendencia del conde Bernardo III de Besalú, se extinguió la casa condal de Besalú. Entonces sus dominios (el condado de Besalú, el condado de Osona, el condado de Ripoll, el Fenollet, el Vallespir, Castellnou y el castillo de Peyrepertuse) pasaron al conde Ramón Berenguer III de Barcelona.

## Condes de Ripoll
Título creado por Oliba Cabreta en su testamentoː
- Oliba I de Ripoll (988 - 1002).
- Bernardo I de Besalú (apodado Tallaferro) (1002 - 1020).
- Guillermo I de Besalú y de Ripoll (El Gordo) (1020 - 1052).
- Guillermo II de Besalú y de Ripoll (El Trueno) (1052 - 1066).
- Bernardo II de Besalú y de Ripoll (1066 - 1097).
- Bernardo III de Besalú y de Ripoll (1097 - 1111).

En el año 1111 fallece Bernardo III sin herederos. El condado de Ripoll pasa a manos de Ramón Berenguer III, conde de Barcelona. Su padre, Ramón Berenguer II, era primo lejano de Bernardo III de Besalú.